# Brugnato
Brugnato (Brignæ in ligure e nella variante locale) è un comune italiano di 1 274 abitanti della provincia della Spezia in Liguria.

## Geografia fisica
Il territorio di Brugnato è situato in un'ampia pianura alluvionale ai piedi della dorsale appenninica ligure, nella parte intermedia del corso del fiume Vara, in prossimità della confluenza dei torrenti Gravegnola e Chicciola.
Parte del territorio brugnatese fa parte del Parco naturale regionale di Montemarcello-Magra-Vara.

## Origini del nome
Le origini del nome sono rintracciabili già nello stemma araldico del comune, nel quale è rappresentato un susino: infatti nelle forme dialettali brigne o brignun si indica propriamente la pianta del susino.
Per altri il nome deriverebbe da prunetum, da cui deriverebbe a sua volta l'espressione dialettale Brignæ, indicante una massa di sterpi, prato in cui crescono tali tipologie di piante.
La declinazione del toponimo Brugnato ebbe nei passati secoli varie trasformazioni, non solo in italiano, ma anche in latino. In italiano: Aprumaco, Brumaco, Brumado, Bruniado, Brumo, Brugnolo, Brignate, Brignalo, Brignè, Brugneto, Brugnetto, Brugnato; in latino Aprumacum, Abramacum, Brumacum, Brumadum, Brumum, Brumiadum, Brima, Brunium Oppidum, Bruniate, Brunetum, Brugnalium, Bruniatum, Briniadum, Briniatum, Brignatum, Brugnatum.

## Storia

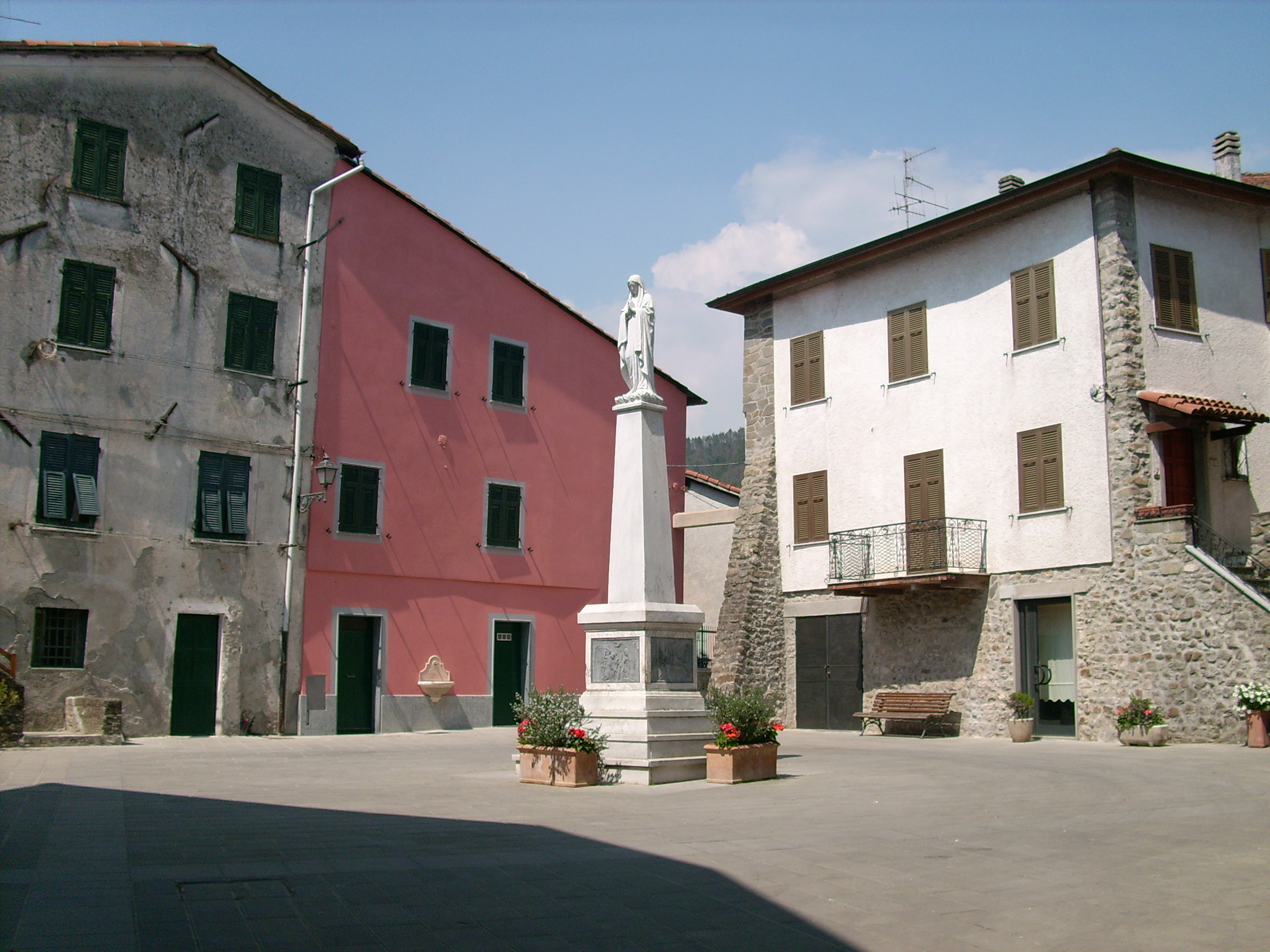
Piazza Alcide De Gasperi nel centro storico di Brugnato

La città, sorta alla confluenza dei fiumi Vara e Gravegnola, ebbe forse origine dall'opera dei monaci di San Colombano nel VII secolo in una zona di confluenza di antichi percorsi che scendevano dall'Appennino e risalivano da Luni in direzione di Genova o verso Piacenza e Tortona..
La crescente importanza del sito religioso, e di conseguenza della comunità di Brugnato, furono "protetti" e "riconosciuti" anche dal potere imperiale con citazioni nei diplomi di Carlo il Grosso (881), Ottone III (996) ed Enrico II (1014). Questi diplomi fanno riferimento e citano i precedenti re longobardi Rachis, Astolfo che, con Liutprando, avevano costituito il predio abbaziale nel Modenese, Parmense, Piacentino, Lodigiano e, probabilmente, da re Desiderio, ex duca della Tuscia, i beni posseduti nel Volterrano. Tutti ricordati fra i benefattori di Brugnato.
Inoltre, ora in territorio di Borghetto di Vara, vi è da citare l'antica abbazia di Santa Maria Assunta della corte dell'Accola, citata già nell'anno 881 in un decreto dell'imperatore Carlo il Grosso. Dalla visita pastorale di monsignor Francesco Durazzo del 12 ottobre 1640, il vescovo dichiara che l'abbazia dell'Accola è "praebenda annexa Capitulo" (Brugnato). All'ufficio abbaziale, fra gli altri, presiedettero: Giuseppe Antonio Imperiale dal 1699 al 1748, anno della sua uccisione, il giorno 11 giugno, da parte delle truppe stanziate nel feudo imperiale di Suvero, comandate dal generale Clerici e sconfitte dalla sollevazione della popolazione di Brugnato e Borghetto Vara (episodio, oltre quello più noto del Balilla, della guerra di successione austriaca  (1740-18 ottobre 1748), pace di Aquisgrana); Giuseppe Gerolamo di Negro dal 1754 al 1762; Antonio Maria Di Negro dal 1762 al 1773; dal 1773-1791 il vescovo di Brugnato, Francesco Maria Gentile e, dal 1792 al 1808, l'abate Angelo Cattaneo. Dove espressamente si attestarono i numerosi possedimenti brugnatesi, privilegi e poteri e la completa indipendenza da feudatari o vescovi (nullius diocesis), salvo un diretto assoggettamento alla Santa Sede.
Protetta dalla Repubblica di Genova dal XII secolo, fu il pontefice Innocenzo II ad elevare Brugnato a sede vescovile della diocesi omonima dal 1133,, suffraganea e dipendente all'arcidiocesi di Genova, che andò a placare inoltre i nascenti dissapori con i vescovi della diocesi di Luni.

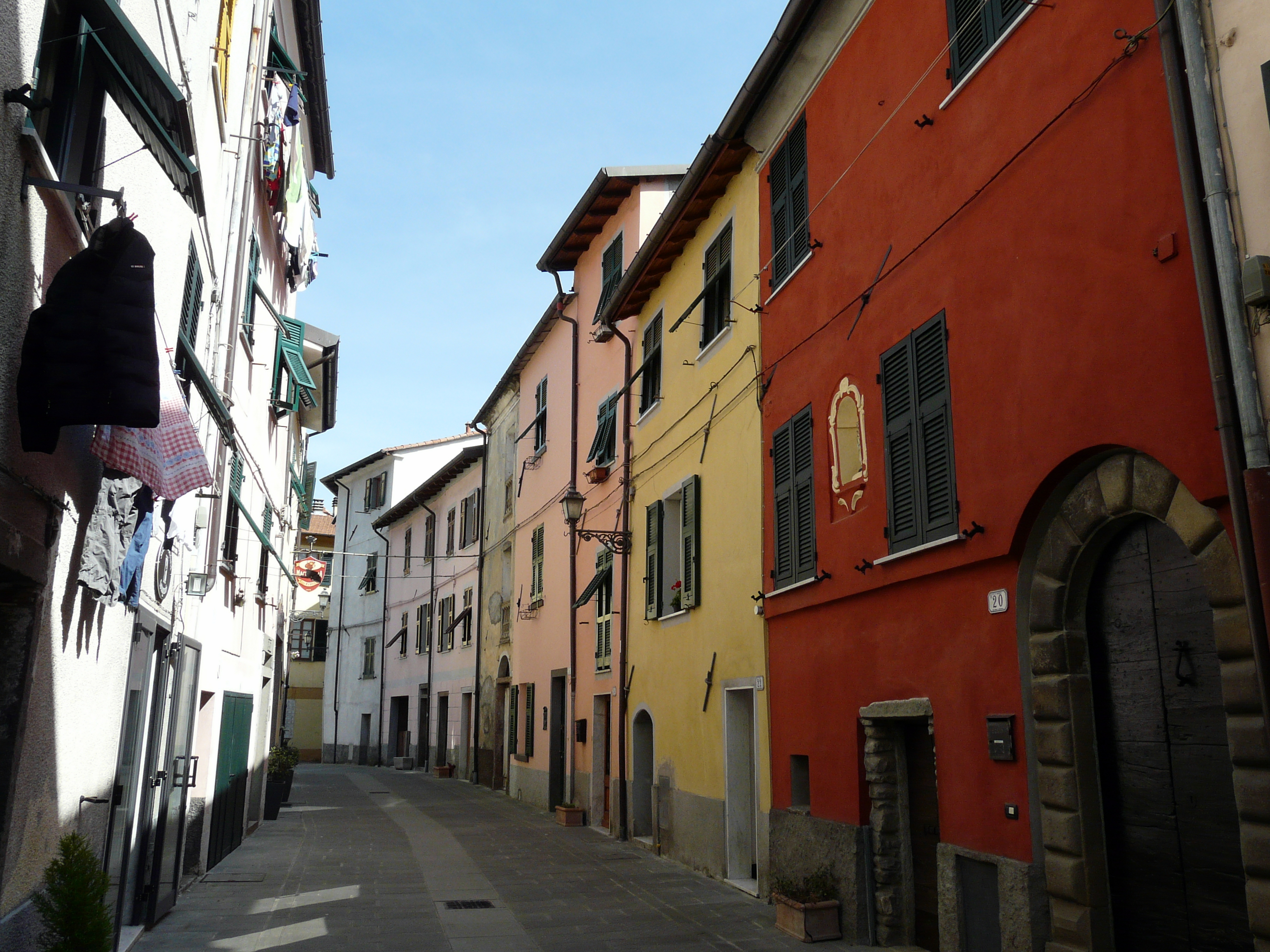
Via Borgo di San Bernardo

L'accresciuta potenza del sito portò inevitabilmente a scontri e contrasti tra le maggiori e importanti famiglie del tempo, tra queste i Malaspina e i Fieschi, per il possesso del feudo brugnatese. L'evento più significativo è datato al 1215 quando Corrado Malaspina, che rivendicava per la sua famiglia diritti sul borgo e su molte delle terre circostanti, riuscì ad occupare temporaneamente alcuni forti dei possedimenti brugnatesi; con l'intervento di Genova la breve dominazione del Malaspina fu contrastata lasciando ai Fieschi la nomina di vice domini di Brugnato.
Nel XIV secolo, per le lotte tra guelfi e ghibellini, il vescovo fu costretto a rifugiarsi a Pontremoli e la reggenza del territorio passò con alternanza prima ai Malaspina, poi ai Fregoso. Infine, con un'insurrezione popolare nella prima metà del XVI secolo (23 aprile 1530), Brugnato cacciò definitivamente i Malaspina dalla sua storia. 
Il 5 marzo 1531 il Senato della Repubblica di Genova emanò decreti e concessioni a favore della città di Brugnato quali, per i cittadini brugnatesi, di essere esentati dal servizio sulle triremi. Inoltre, per la difesa interna, la formazione di una compagnia detta degli "scelti", comandata da un capitano, da un alfiere, da un tenente e due caporali; il giorno 23 giugno 1535, vigilia della festività di san Giovanni Battista, uno speciale statuto di conferma della possibilità per la Magnifica Comunità di Brugnato di poter eleggere annualmente il podestà fra i cittadini. 
Tutti questi e precedenti decreti, quale quello del 1437 che equiparava in tutto i Brugnatesi ai Genovesi e che, in ordine di tempo, legarono Brugnato direttamente alla repubblica genovese seguendone le sorti:

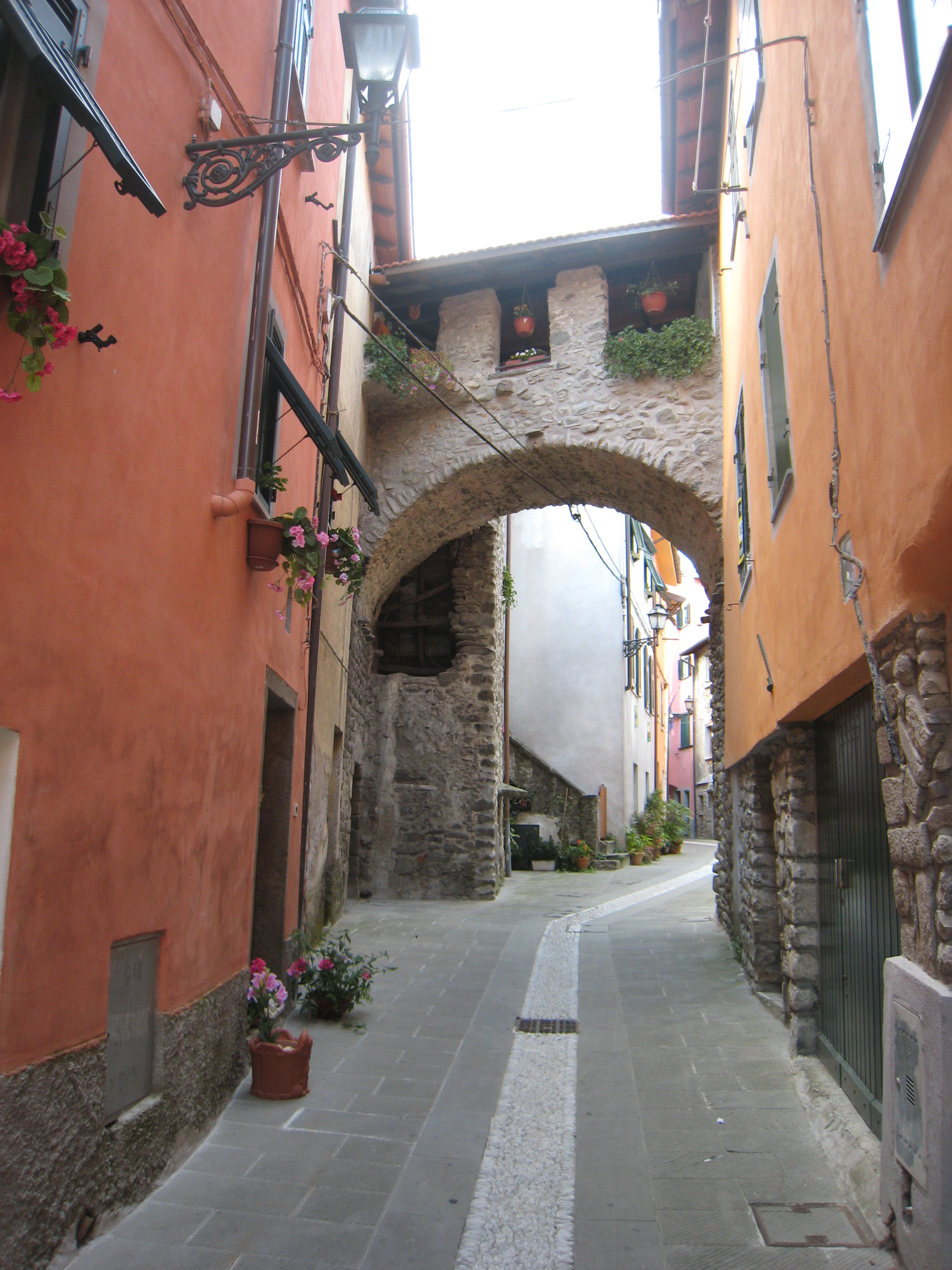
Una via del centro storico

Quest'ultima la dotò di autonomi statuti e la elevò come sede dell'omonimo Capitaneato dal 1607, poi soppresso in favore del Capitaneato di Levanto; dal 1637 al 1797, la città di Brugnato ebbe inoltre la possibilità di nomina di podestà interni che non dovevano soggiacere ad altra autorità, tanto per il civile quanto per il criminale, e non subivano sindacato (PRIVILEGIA, IMMUNITATES ET DECRETA CIVITATIS BRUGNATI) come dimostrato dalla lettera che, il 15 febbraio 1663 il podestà Antonio Cattaneo ed i consiglieri indirizzarono al Senato di Genova la seguente supplica in difesa del canonico Giovanni Bertucci, eletto vicario capitolare dopo la morte di mons. Paggi:
Caduta la repubblica genovese e con la dominazione napoleonica Brugnato rientrò dal 2 dicembre nel Dipartimento del Vara, con capoluogo Levanto, nell'ambito della Repubblica Ligure. Dal 28 aprile del 1798 con i nuovi ordinamenti francesi, il territorio di Brugnato rientrò poi nel II cantone, come capoluogo, della Giurisdizione di Mesco e dal 1803 centro principale del IV cantone di Godano nella Giurisdizione del Golfo di Venere. Annesso al Primo Impero francese, dal 13 giugno 1805 al 1814 Brugnato venne inserito nel Dipartimento degli Appennini.
Caduto l'impero napoleonico e dopo il Congresso di Vienna del 1814, nel 1815 fu incluso nella provincia di Levante del Regno di Sardegna, e successivamente nel Regno d'Italia dal 1861. 
Nel 1817 una grave carestia in Brugnato provocò fame e morbo pernicioso, mietendo numerose vittime fra la popolazione. Brugnato fu soccorsa dalla marchesa Giovanna Cattaneo e dall'amministratore apostolico card. Giuseppe Maria Spina. A tal proposito, onde evitare la diffusione contagiosa di cotanto morbo pernicioso, da parte del capo anziano Nicolò Guani si stabilirono piantoni di guardia alle diverse entrate della diocesi. Nel 1818 il raccolto fu abbondante.
Dal 1859 al 1927 il territorio fu compreso nel IV mandamento di Godano del circondario di Levante facente parte della provincia di Genova prima e, con l'istituzione nel 1923, della provincia della Spezia poi.
Al 1956 risalgono gli ultimi aggiustamenti al territorio comunale con l'accorpamento della frazione di Bozzolo dopo il suo distacco dal territorio di Zignago.
Dal 1973 al 31 dicembre 2008 Brugnato ha fatto parte della Comunità montana della Media e Bassa Val di Vara e, con le nuove disposizioni della Legge Regionale n° 24 del 4 luglio 2008, ha fatto parte fino al 2011 della Comunità montana Val di Vara.
Il 25 ottobre 2011 una violenta perturbazione ha colpito il levante ligure (bassa e media val di Vara, val di Magra e Cinque Terre) e la Lunigiana (provincia di Massa-Carrara) con esondazioni, danni, vittime e dispersi in diverse località del territorio ligure e toscano. Tra i comuni più colpiti c'è anche Brugnato dove l'esondazione del fiume Vara ha provocato molteplici danni alle abitazioni, alle attività commerciali e ai collegamenti stradali.
Dal 6 dicembre 2014 al 1º gennaio 2016 ha fatto parte dell'Unione dei comuni della Val di Vara.

### Simboli
Stemma
Gonfalone

Lo stemma è stato concesso con decreto del Ministro segretario di Stato per gli Affari dell'Interno del 25 marzo 1899. Lo scudo è timbrato da una corona comitale anche se Brugnato si fregia del titolo di Città.

## Monumenti e luoghi d'interesse

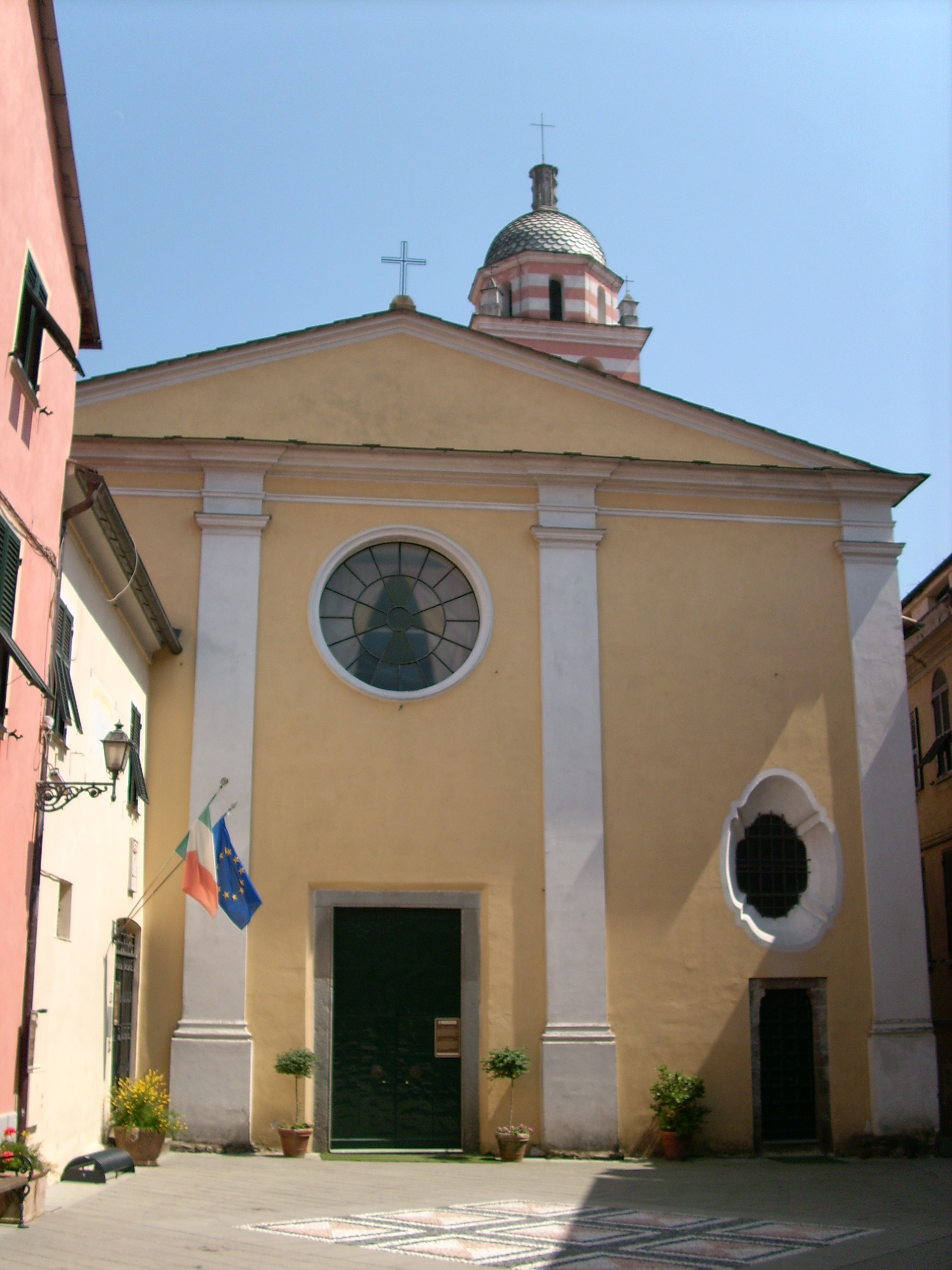
La concattedrale dei Santi Pietro, Lorenzo e Colombano nel centro storico di Brugnato

### Architetture religiose
- Concattedrale dei Santi Pietro, Lorenzo e Colombano nel centro storico di Brugnato. Fu un'antica basilica cimiteriale che nel VII secolo[13]. L'attuale edificio è risalente in un periodo datato tra l'XI secolo e il XII secolo[13] quando Brugnato fu eletta a diocesi e sede suffraganea dell'arcidiocesi di Genova.
- Oratorio di San Bernardo nel centro storico di Brugnato, dedicato originariamente a santa Maria Assunta[14]. Portale in bronzo dello scultore brugnatese Pietro Ravecca.
- Ex convento di San Francesco, ora convento dei Padri Passionisti dal 1843. L'intero complesso fu terminato nel 1635[15].
- Santuario di Nostra Signora dell'Ulivo nella località omonima. Situato su un colle al di fuori del centro abitato la sua fondazione avvenne, come sostengono alcune fonti storiche[16], ad opera dei monaci dell'abbazia brugnatese.
- Chiesa parrocchiale di Sant'Antonio Abate nella frazione di Bozzolo. L'attuale edificio religioso è il frutto di una ricostruzione del XVIII secolo[17].
- Abbazia di Santa Maria Assunta della Corte dell'Accola in territorio del confinante paese di Borghetto di Vara.

### Architetture civili
- Palazzo Vescovile, adiacente alla concattedrale dei Santi Pietro, Lorenzo e Colombano, fu l'antica dimora del vescovo della diocesi di Brugnato già dal 1133; la presenza di tale edificio, eretto sulle fondazioni della più antica abbazia di San Colombano, è testimoniata in documenti e registri vescovili databili tra il 1277 e il 1321[18]. Nei secoli successivi rimaneggiato e ampliato, il palazzo ospita oggi il locale museo diocesano diviso nella sezione diocesana ed archeologica.
- Ponte medievale sul fiume Vara. L'antico ponte, di probabile origine romana[19], ma risalente al Medioevo, permetteva in antichità il collegamento dell'Appennino ligure con la costa, in particolare il transito della cosiddetta Via dei Monti che da Pontremoli giungeva a Levanto e a Sestri Levante[19]. Il ponte fu più volte riparato dopo le devastazioni causate dal Vara: un documento del 1660[19] cita espressamente un richiamo del vescovo Giambattista Paggi (1655-1663) per la ricostruzione delle arcate centrali, crollate nel 1658 in una piena del fiume[19].

## Società

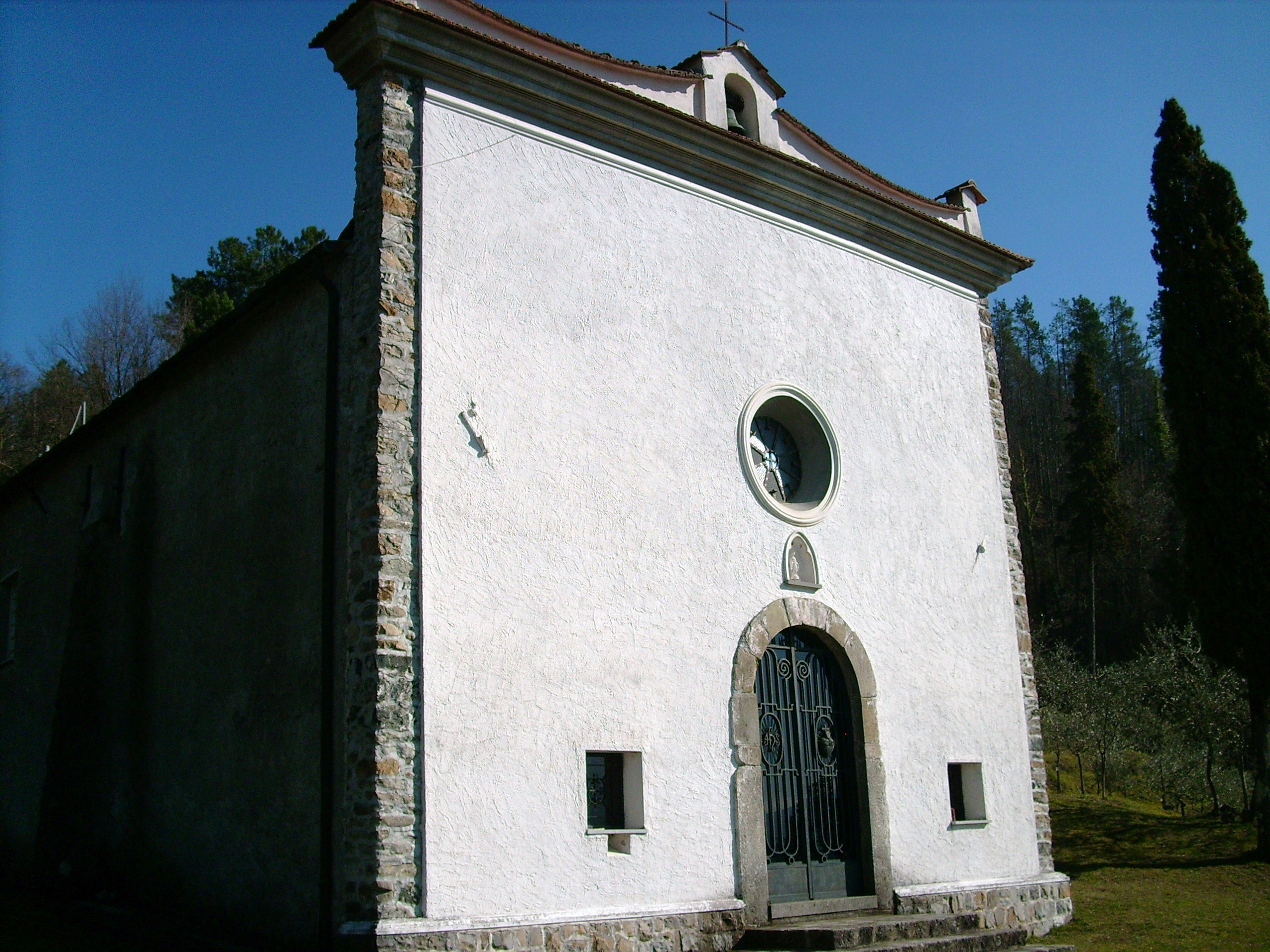
Il santuario di Nostra Signora dell'Ulivo nell'omonima località

### Evoluzione demografica
Abitanti censiti

### Etnie e minoranze straniere
Secondo i dati Istat al 31 dicembre 2019, i cittadini stranieri residenti a Brugnato sono 80.

## Cultura

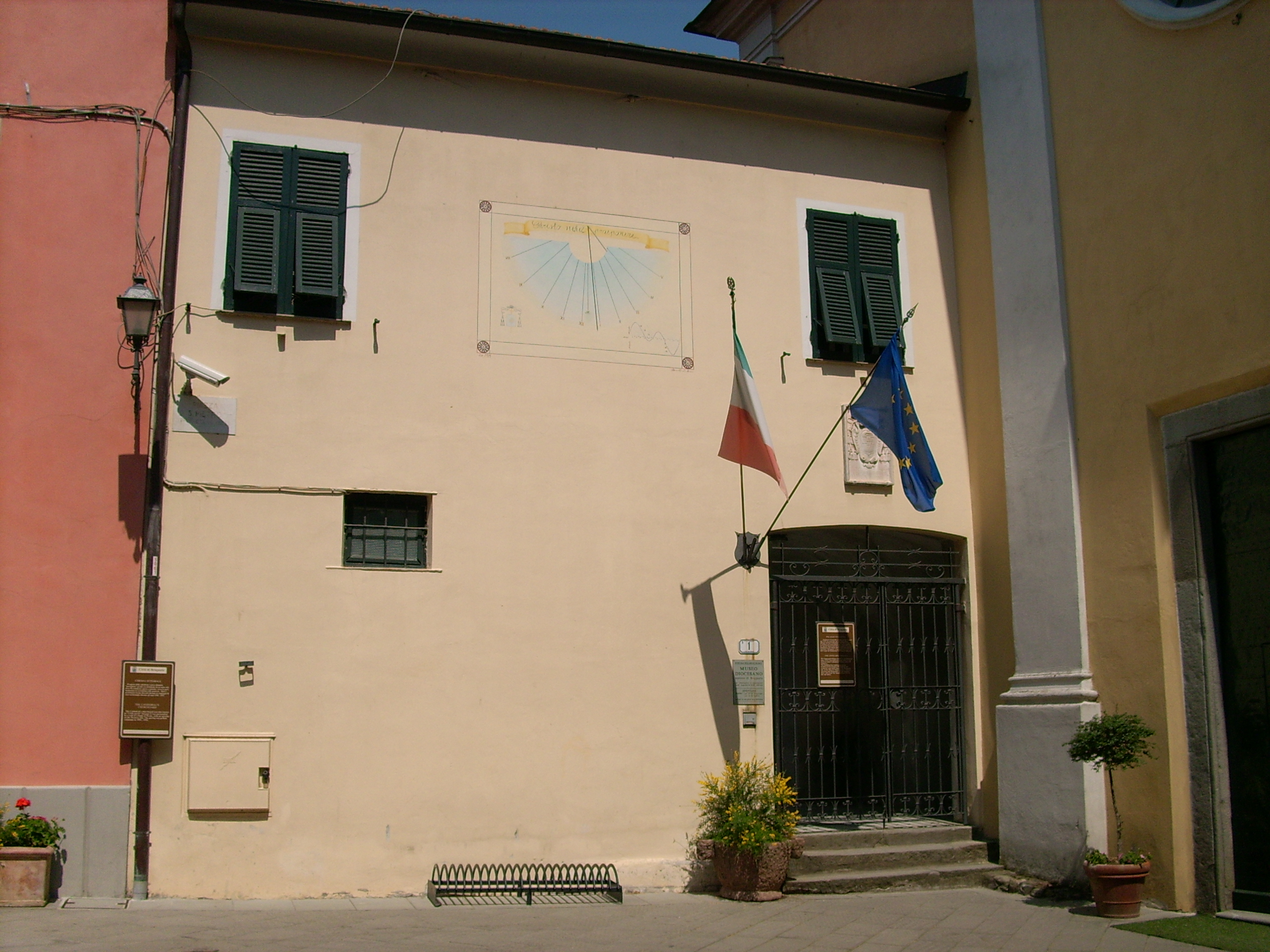
Il museo diocesano di Brugnato nel palazzo Vescovile

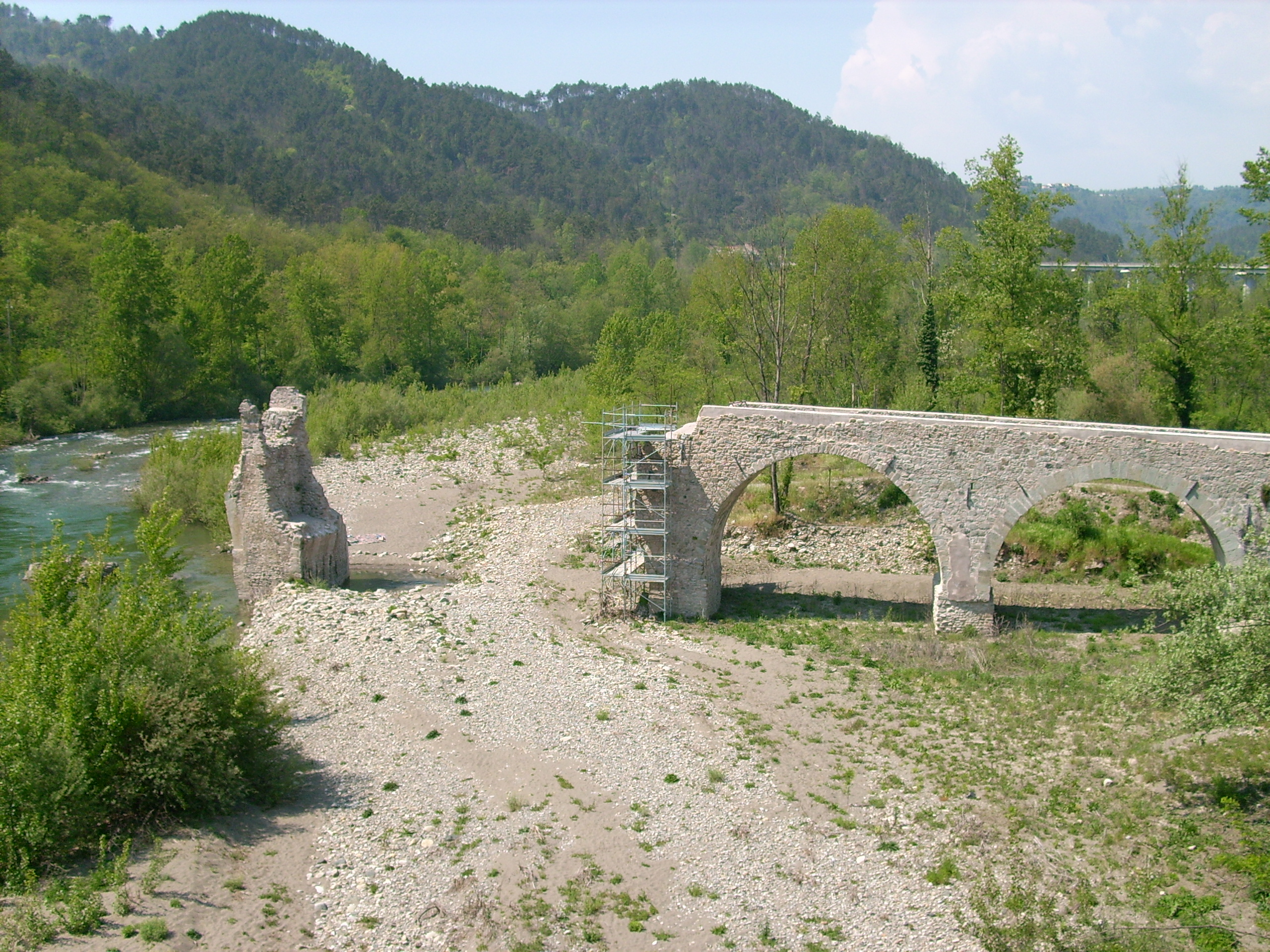
Antico ponte medievale sul fiume Vara

### Istruzione

#### Musei
- Museo diocesano, sito nel palazzo vescovile, nel cui chiostro durante i mesi di luglio e agosto si svolgono diverse manifestazioni come rappresentazioni teatrali, concerti di vario genere, mostre e il cinema all'aperto. Il museo ospita inoltre una sezione dedicata ai ritrovamenti archeologici.
- Museo mineralogico "Ambrogio Del Caldo".

### Eventi
- Infiorata del Corpus Domini lungo le strade del centro storico brugnatese[22].

## Geografia antropica
Il comune è costituito, oltre il capoluogo, dall'unica frazione di Bozzolo per un totale di 11,9 km².
Confina a nord con i comuni di Sesta Godano e Zignago, a sud con Borghetto di Vara, ad ovest con Sesta Godano e Borghetto di Vara, e ad est con Rocchetta di Vara.

## Economia
L'economia brugnatese è sostanzialmente fondata sul commercio, sulla piccola industria e un turismo mirato anche alle vicine Cinque Terre.
Il comune fa parte del circuito dei borghi più belli d'Italia e insignito, dal 2006, della Bandiera arancione dal Touring Club Italiano.

## Infrastrutture e trasporti

### Strade
Il centro di Brugnato è attraversato principalmente dalla strada provinciale 7 che gli permette il collegamento stradale con la strada provinciale 566 di Val di Vara, a sud, e Rocchetta di Vara a nordest. Il comune, inoltre, è raggiungibile anche con l'autostrada A12, uscendo al casello di Brugnato-Borghetto di Vara.

### Mobilità urbana
Dal comune di La Spezia un servizio di trasporto pubblico locale gestito dall'ATC garantisce quotidiani collegamenti bus con Brugnato e per le altre località del territorio comunale.

## Amministrazione

Il palazzo comunale

| Periodo         | Periodo         | Primo cittadino     | Partito                                               | Carica         | Note   |
| --------------- | --------------- | ------------------- | ----------------------------------------------------- | -------------- | ------ |
| 20 ottobre 1987 | 17 aprile 1990  | Carlo Vitale        | Democrazia Cristiana                                  | Sindaco        | [ 26 ] |
| 17 aprile 1990  | 30 maggio 1990  | Letterio Ricci      | Democrazia Cristiana                                  | Vicesindaco    |        |
| 26 giugno 1990  | 22 ottobre 1991 | Claudio Burroni     | Partito Comunista Italiano                            | Sindaco        | [ 27 ] |
| 5 novembre 1991 | 4 luglio 1992   | Mario Rosario Ruffo |                                                       | Comm. straord. | [ 28 ] |
| 4 luglio 1992   | 30 ottobre 1995 | Franco Minchella    | Democrazia Cristiana                                  | Sindaco        | [ 29 ] |
| 6 novembre 1995 | 28 aprile 1997  | Claudio Galante     | lista civica di centro                                | Sindaco        |        |
| 28 aprile 1997  | 14 maggio 2001  | Claudio Galante     | lista civica di centro-destra                         | Sindaco        |        |
| 14 maggio 2001  | 30 maggio 2006  | Claudio Galante     | Insieme per Brugnato (lista civica di centro-destra)  | Sindaco        |        |
| 30 maggio 2006  | 16 maggio 2011  | Corrado Fabiani     | Insieme per Brugnato (lista civica di centro-destra ) | Sindaco        |        |
| 16 maggio 2011  | 5 giugno 2016   | Claudio Galante     | Insieme per Brugnato (lista civica di centro-destra)  | Sindaco        | [ 30 ] |
| 5 giugno 2016   | 4 ottobre 2021  | Corrado Fabiani     | Insieme per Brugnato (lista civica di centro-destra)  | Sindaco        |        |
| 4 ottobre 2021  | in carica       | Corrado Fabiani     | Insieme per Brugnato (lista civica di centro-destra)  | Sindaco        |        |

## Sport
- A.S.D. Brugnato 1955, militante nel campionato di Prima Categoria.